# 小沢瑞穂
小沢 瑞穂（おざわ みずほ、1941年 - ）は、日本の翻訳家。

## 略歴
東京府（現東京都）出身。立教大学英文科卒業。米国留学後、エールフランスのスチュワーデスとして勤務した。その後、帝人で翻訳などに携わり、35歳で独立した。
主に、ジュディス・クランツ、エイミ・タンなどの女性作家の作品、人生論、エッセイなどを訳す。

## 著書
- 『アメリカ雑誌を楽しく読む法』（PHP研究所） 1982
- 『やっとひとり』（晶文社） 1996
- 『大人の女の英語術』（幻冬舎） 2002

## 翻訳
- 『ローマの白い午後』（ヒュー・フリートウッド、早川書房） 1979
- 『In Vogue ヴォーグの60年』（ジョージナ・ハウエル、共訳、平凡社） 1980
- 『イヴ・サンローラン デザインに生きる』（アクセル・マドセン、文化出版局） 1980
- 『さよなら、マリリン M・モンローとの40日間』（ハンス・ヨルゲン・レンボーン、文化出版局） 1981
- 『嫌いなものは嫌い メトロポリタン・ライフ入門』（フラン・レボウィッツ、晶文社） 1981
- 『エンドレス・ラブ』（スコット・スペンサー、早川書房） 1981、のち文庫
- 『ファッションの仕掛人 ブランメルからサンローランまでの23人』（アーネスティン・カーター、文化出版局） 1982
- 『トップモデル』（作者不詳、富士見ロマン文庫） 1983
- 『坊やが帰ってこない』（ベス・グッチョン、早川書房） 1983
- 『どうでも良くないどうでもいいこと』（フラン・レボウィッツ、晶文社） 1983
- 『ぜんぶ本当の話』（ドナルド・J・ソボル、晶文社） 1984
- 『赤いカウボーイ・ブーツ』（ダーク・ウィッテンボーン、早川書房） 1984
- 『愛の歓喜 フランス実話エロチカ 三部作』（アンヌ＝マリー・ヴィーユフランシュ、富士見ロマン文庫） 1985

第二部『愛の愉悦』は明石苑訳、第三部『愛の狂躁』は赤城元訳
- 『チャイナ・ダイアリー』（スティーヴン・スペンダー, デヴィッド・ホックニー、新潮社） 1986 - 旅行絵日記
- 『私のエルヴィス』（プリシラ・プレスリー、新潮文庫） 1987
- 『コドモ感覚 大人にならないための19レッスン』（デリア・エフロン、研究社出版） 1987
- 『ヘヴン』（V・C・アンドリュース、扶桑社、サンケイ文庫） 1987
- 『誤植聖書殺人事件』（ロバート・リチャードソン、扶桑社、サンケイ文庫） 1988
- 『ダンス・ロマネスク』（メアリー・マッケイ、早川書房） 1988
- 『欲望と消費 トレンドはいかに形づくられるか』（スチュアート & エリザベス・イーウェン、晶文社） 1988
- 『メディシン・ウーマン 新たな旅立ち』（リン・アンドルーズ、光文社） 1988
- 『ジャガーウーマン 蝶の木の教え』（リン・アンドルーズ、光文社） 1989
- 『ローソン・ブルーの瞳』（ジャネット・デイリー、新潮文庫） 1989
- 『狙われたイレブン』（J・D & クリスティーン・リード、ハヤカワ文庫） 1989
- 『崖っぷちからのはがき』（キャリー・フィッシャー、彩古書房） 1989
- 『ジョイ・ラック・クラブ』（エィミ・タン、角川書店） 1990、のち文庫
- 『ファニー・ソース』（デリア・エフロン、研究社出版） 1990
- 『ローズの場合 女性のための不倫ガイド』（キャロル・クルーロー、文藝春秋） 1990
- 『カルト・ヒーロー セレブリティ・ビジネスを読む』（デイアン・スージック、晶文社） 1990
- 『バタフライ』（キャサリン・ハーヴェイ、角川文庫） 1991
- 『ボリスは来なかった』（ケイ・N・スミス、新潮文庫） 1991
- 『キッチン・ゴッズ・ワイフ』（エィミ・タン、角川書店） 1992、のち文庫
- 『ママのミンクは、もういらない』（ノラ・エフロン、東京書籍、アメリカ・コラムニスト全集） 1992
- 『マドンナの真実』（クリストファー・アンダーセン、福武書店） 1992、のち文庫
- 『マリリン・モンロー最後の真実』part1 - 2（ドナルド・スポト、真崎義博共訳、光文社） 1993
- 『ミック・ジャガーの真実』（クリストファー・アンダーセン、福武書店） 1993
- 『恋がたき』（ジャネット・デイリー、新潮文庫） 1993
- 『英国流トータル・エレガンス』（ヘレン・ブロック、講談社） 1994
- 『判決前夜』（ロゼリン・ブラウン、新潮社） 1994、のち文庫
- 『ピンクにお手あげ』（キャリー・フィッシャー、文藝春秋） 1994
- 『スターズ』（キャサリン・ハーヴェイ、角川文庫） 1994
- 『どうすれば愛は長続きするか メイク・ラヴの心理処方箋』（バーバラ・デアンジェリス、講談社） 1995、のち講談社+α文庫
- 『ミュータント・メッセージ』（マルロ・モーガン、角川書店） 1995、のち文庫
- 『ガールズ・ナイト』（アイリス・レイナー・ダート、小学館） 1996
- 『別れた夫への手紙』（スーザン・ダンドン、新潮社） 1996
- 『カリフォルニア・ワイナリーの四季』（ジョイ・スターリング、ジャパンタイムズ） 1996
- 『グラス・ダンサー』（スーザン・パワー、めるくまーる） 1996
- 『ガール6』（J・H・マークス、新潮文庫） 1996
- 『私は生まれる見知らぬ大地で』（エィミ・タン、角川書店） 1997、のち文庫
- 『アメリアの島』（ジェイン・メンデルソーン、早川書房） 1997
- 『ちょっと「愛」につまずいたときの心理療法』（ローラ・シュレシンジャー、講談社） 1998
- 『父と娘の秘密の法則』（エリザベス・フィシェル、朝日新聞社） 1998
- 『サルガッソーの広い海』（ジーン・リース、みすず書房、ジーン・リース・コレクション1） 1998
- 『ハーヴェスト・ムーン』（K・C・マキノン、新潮社） 1998
- 『ダイアナ“本当の私"』（コリン・キャンベル、光文社） 1998
- 『女優ジャンヌ・モロー 型破りの聖像』（マリアンヌ・グレイ、日之出出版） 1999
- 『永遠からのメッセージ』（マルロ・モーガン、角川書店） 1999
- 『ただ、それだけ』（オーリア・マウンテン・ドリーマー、サンマーク出版） 2001
- 『ひとりを楽しんで暮らす方法』（ヴェラ・ペイファー、大和書房） 2001
- 『ハネムーンの夜に』（エイミー・ジェンキンズ、ソニー・マガジンズ） 2001、のち改題『恋と愛はちがうのよ』（ビレッジブックス）
- 『作家が過去を失うとき アイリスとの別れ 1』（ジョン・ベイリー、朝日新聞社） 2002
- 『アルツハイマーある愛の記録』（アン・デヴィッドソン、新潮社） 2002
- 『ジジの贈りもの』（ジェラルド・セレンテ、文藝春秋） 2002
- 『海辺の1年 もう一度、愛しあうために』（ジョーン・アンダーソン、光文社） 2003
- 『「心の癖」を変える20の法則 人生の悦びをもっと味わうために』（ハル・アーバン、ソニー・マガジンズ） 2004
- 『ジャック・ウェルチに学んだ仕事の流儀』（ロザンヌ・バドゥスキー, ロジャー・ギティンズ、サンマーク出版） 2004
- 『グッド・グリーフ 私は、ここにいる。』（ローリー・ウィンストン、小学館） 2006
- 『赤い手袋の奇跡 ギデオンの贈りもの』（カレン・キングズベリー、集英社） 2006
- 『マギーの約束 赤い手袋の奇跡』（カレン・キングズベリー、集英社） 2007
- 『サラの歌 赤い手袋の奇跡』（カレン・キングズベリー、集英社） 2008
- 『10-10-10（テンテンテン） 人生に迷ったら、3つのスパンで決めなさい!』（スージー・ウェルチ、講談社） 2010

### ジュディス・クランツ
- 『スクループルズ』（ジュディス・クランツ、サンリオ） 1980、のち新潮文庫
- 『また会う日まで』（ジュディス・クランツ、新潮文庫） 1989
- 『ダズル』（ジュディス・クランツ、新潮文庫） 1992
- 『スクループルズ 2 愛と野望の物語』（ジュディス・クランツ、新潮文庫） 1995
- 『ラヴァーズ』（ジュディス・クランツ、新潮文庫） 1997
- 『スプリング・コレクション』（ジュディス・クランツ、新潮文庫） 2000
- 『恋する宝石』（ジュディス・クランツ、新潮文庫） 2002

### リチャード・カールソン
- 「小さいことにくよくよするな!」全3巻（リチャード・カールソン、サンマーク出版） 1998 - 2000、のち文庫
  - 『小さいことにくよくよするな! - しょせん、すべては小さなこと』
  - 『小さいことにくよくよするな! 2 - まず、家族からはじめよう』
  - 『小さいことにくよくよするな! 3 - 仕事はこんなに、楽しめる』
- 『お金のことでくよくよするな! 心配しないと、うまくいく』（リチャード・カールソン、サンマーク出版） 1999、のち文庫
- 『小さいことにくよくよするな! 愛情編』（リチャード&クリスティーン・カールソン、サンマーク出版） 2000、のち文庫
- 『過去にくよくよこだわるな 今を大事に生きる40のヒント』（リチャード・カールソン、ダイヤモンド社） 2005
- 『それでも!小さいことにくよくよするな!』（リチャード・カールソン、サンマーク出版） 2008